# Veľké Ozorovce
Veľké Ozorovce – wieś (obec) na Słowacji położona w kraju koszyckim, w powiecie Trebišov. Pierwsze wzmianki o miejscowości pochodzą z 1304 roku. 
Według danych z dnia 31 grudnia 2012 roku, wieś zamieszkiwało 747 osób, w tym 378 kobiet i 369 mężczyzn.
W 2001 roku rozkład populacji względem narodowości i przynależności etnicznej wyglądał następująco:
- Słowacy – 94,16%
- Czesi – 0,83%
- Polacy – 0,14%
- Ukraińcy – 0,14%
- Węgrzy – 0,7%

Ze względu na wyznawaną religię struktura mieszkańców kształtowała się w 2001 roku następująco:
- Katolicy rzymscy – 73,16%
- Grekokatolicy – 15,99%
- Ewangelicy – 0,14%
- Prawosławni – 0,7%
- Ateiści – 1,67%
- Nie podano – 4,59%